# 纳扎雷保利斯塔
纳扎雷保利斯塔是巴西圣保罗州的一个市镇。总面积326.542平方公里，总人口14613人，人口密度44.8人/平方公里。